# Grob G 120
O Grob G 120 é um avião acrobático de treinamento com asa baixa e construído de materiais compósitos pela Grob Aircraft. É baseado no treinador G 115TA e especialmente desenvolvido para treinamento de pilotos civis e militares. Possui um trem de pouso triciclo e cauda baixa.

## Projeto e desenvolvimento
A célula é fabricada de polímero de fibra de carbono reforçado e recebe testes de +6/-4g. Sua vida mínima de serviço é maior que 15.000 horas de voo.
A cabine de pilotagem fornece espaço para alunos com vestimentas militares e capacetes. A aeronave é equipada com assentos movíveis, pedais reguláveis e um sistema de ar condicionado, além de uma segunda manete de potência.

## Variantes
G 120A
Versão à pistão com um motor de seis cilindros Lycoming AEIO-540-D4D5, quatro tempos e refrigerado a ar, produzindo 260 hp (0 kW).
G 120TP
Versão com motor turboélice com um motor aeronáutico Rolls Royce 250-B17F produzindo 456 hp (340 kW) na decolagem. A Força Aérea da Indonésia assinou um contrato por cerca de 18treinadores 18 G 120TP para o treinamento básico em Setembro de 2011 a um custo aproximado de US$4 milhões cada. A Força Aérea Argentina adquiriu dez aeronaves, recebendo 4 julho de 2014.

## Operadores

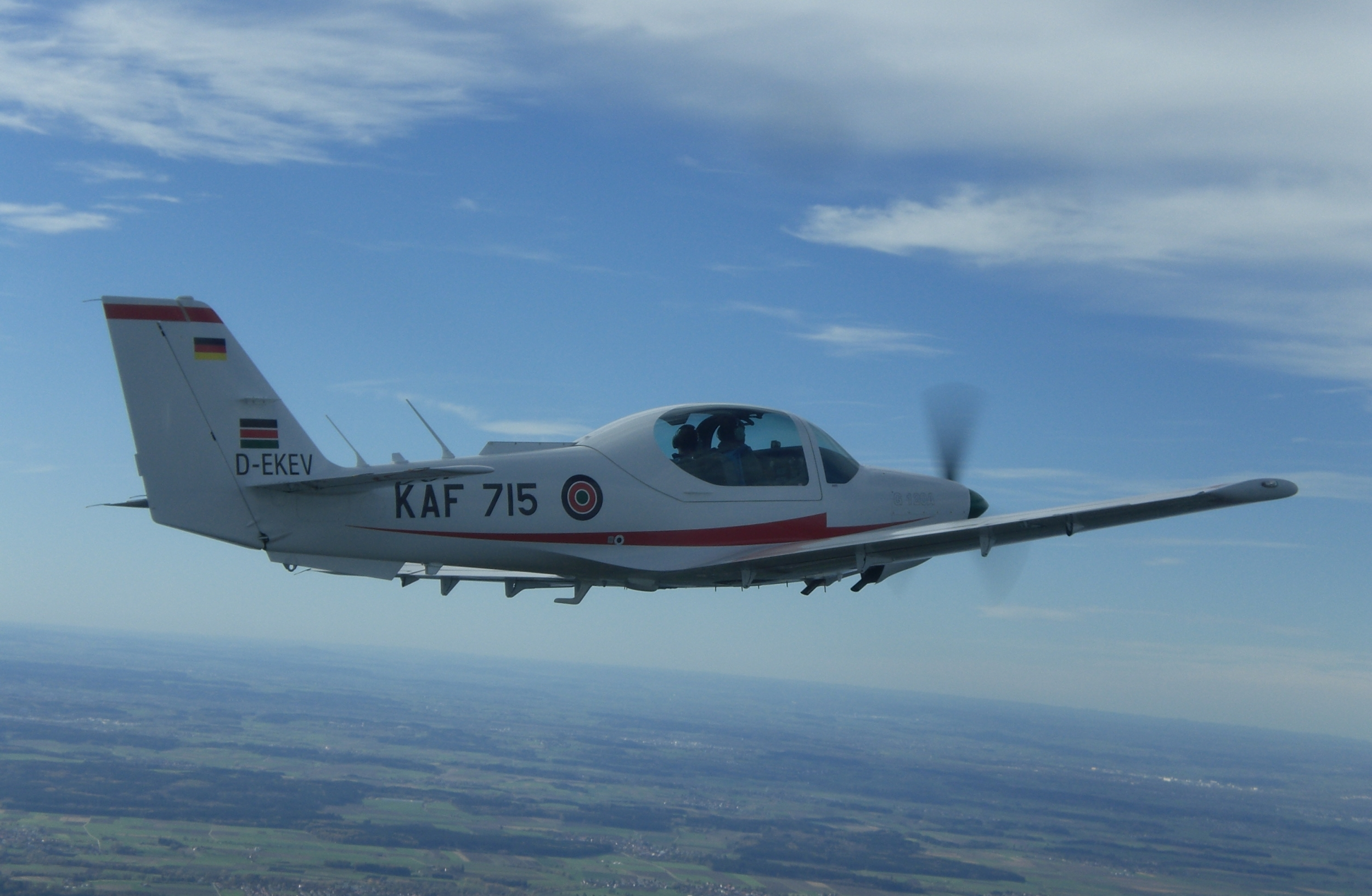
Um dos seis G 120A da Força Aérea do Quênia

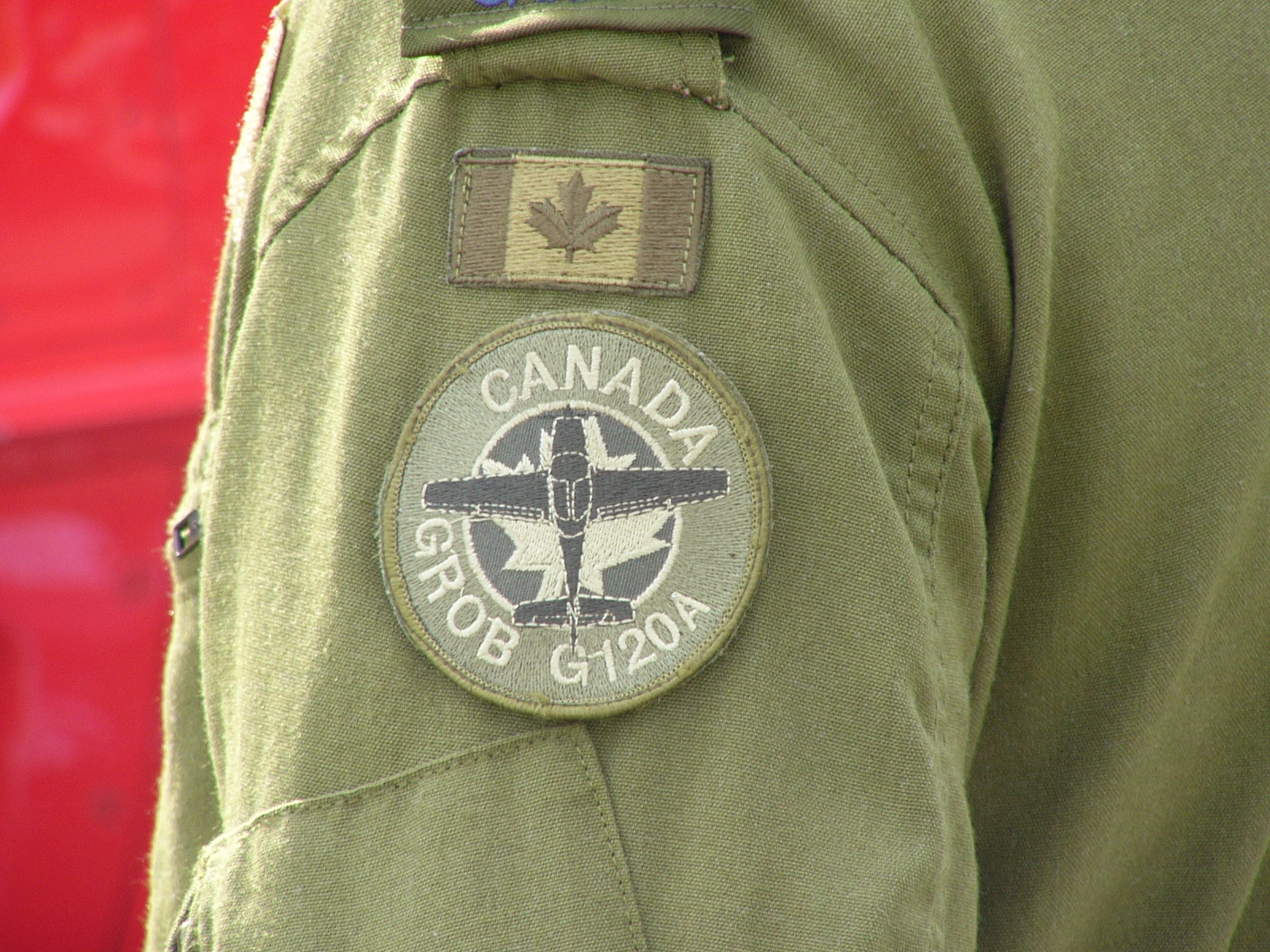
Emblema do Grob G-120A vestido por um estudante militar canadense da 3 CFFTS

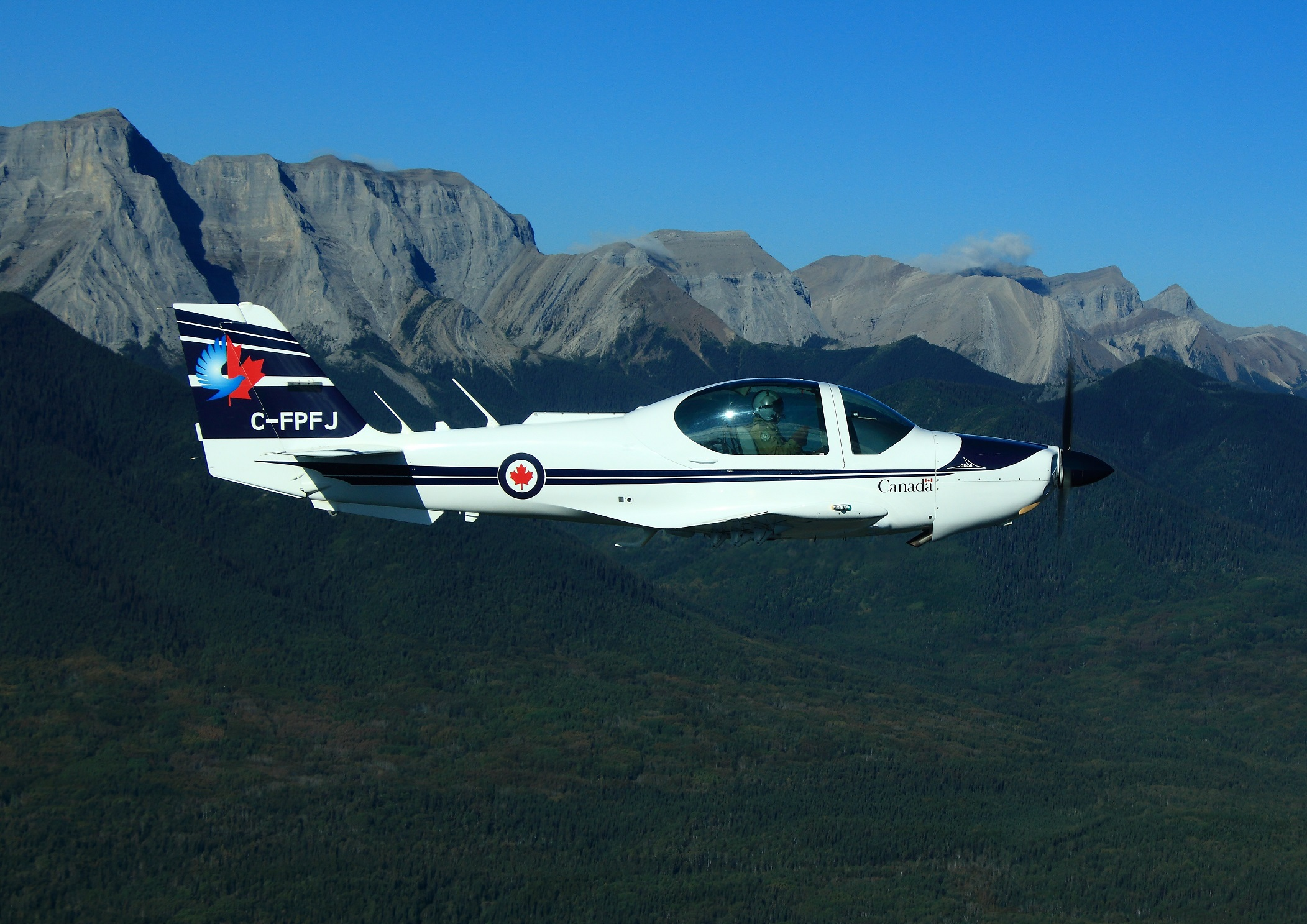
Grob G120A usado pela RCAF

Argentina
Força Aérea Argentina 4, 10 pedidos
 Canadá
KF Defence Programs: 13  para treinamento dos pilotos das Forças Canadenses (até 2013) e da Real Força Aérea Canadiana (a partir de 2013).
 França
Exército do Ar Francês : 18 dispositivos foram entregues em 2007. É usado na Escola de Piloto da Força Aérea como aeronave de treinamento para o treinamento básico de pilotos na base aérea de Cognac (BA 709). Eles substituem o Embraer Tucano e completam a frota Epsilon TB-30.
 Israel
Força Aérea Israelense
 Quênia
Força Aérea do Quênia 6
 México
Força Aérea Mexicana: 25 (+15 opções)